# Cats on Trees
Cats on Trees sind ein französisches Pop-Duo, dessen Stil als „perfekte Symbiose zwischen Folk und Pop“ oder auch kurz als „Indiepop“ bezeichnet wurde und dessen Debütalbum 2013 gleich Platin-Status erreichte.

## Bandgeschichte
Cats on Trees wurde 2007 in Toulouse von den beiden Schulfreunden Nina Goern und Yohan Hennequin gegründet. Sie hatten sich zuvor bereits in anderen Bandprojekten engagiert und fanden nun zu einem sparsam, im Wesentlichen mit Schlagzeug und Keyboard instrumentierten Sound, der Goerns einprägsame Stimme trägt und mit dem sie rund um ihre Heimatstadt auftraten.
Bald folgte eine erste EP, doch erst 2013 kam ihr Debütalbum Cats on Trees in ihrem Heimatland Frankreich und in der Wallonie auf den Markt. Sie hatten drei Jahre daran gearbeitet. Es wurde gleich ein großer Erfolg und erreichte Platz 9 der französischen Album-Charts. Die ausgekoppelte Single Sirens Call drang bis auf Platz 3 vor. Im französischsprachigen Belgien kam das Album auf Platz 12, die Single auf bis Platz 5.
Cats on Trees verwenden für ihre Texte jedoch nicht ihre Muttersprache Französisch, sondern das auf internationale Popmusikmärkte ausgerichtete Englisch. Dementsprechend wurde das Album 2014 in weiteren Ländern auf den Markt gebracht, so zum Beispiel im Juni in Deutschland.

## Diskografie

### Alben
| Jahr | Titel Musiklabel          | Höchstplatzierung, Gesamtwochen, AuszeichnungChartplatzierungen (Jahr, Titel, Musiklabel, Platzierungen, Wochen, Auszeichnungen, Anmerkungen) | Höchstplatzierung, Gesamtwochen, AuszeichnungChartplatzierungen (Jahr, Titel, Musiklabel, Platzierungen, Wochen, Auszeichnungen, Anmerkungen) | Höchstplatzierung, Gesamtwochen, AuszeichnungChartplatzierungen (Jahr, Titel, Musiklabel, Platzierungen, Wochen, Auszeichnungen, Anmerkungen) | Anmerkungen                            |
| Jahr | Titel Musiklabel          | FR | BEW | CH | Anmerkungen                            |
| ---- | ------------------------- | --- | --- | --- | -------------------------------------- |
| 2013 | Cats on Trees Tôt ou tard | FR9 (96 Wo.)FR | BEW10 (128 Wo.)BEW | CH81 (1 Wo.)CH | Erstveröffentlichung: 21. Oktober 2013 |
| 2018 | Neon Tôt ou tard          | FR17 (20 Wo.)FR | BEW40 (21 Wo.)BEW | — | Erstveröffentlichung: 16. März 2018    |
| 2022 | Alie Tôt ou tard          | FR40 (8 Wo.)FR | — | — | Erstveröffentlichung: 28. Januar 2022  |

### Singles
| Jahr | Titel Album                             | Höchstplatzierung, Gesamtwochen, AuszeichnungChartplatzierungen (Jahr, Titel, Album, Platzierungen, Wochen, Auszeichnungen, Anmerkungen) | Höchstplatzierung, Gesamtwochen, AuszeichnungChartplatzierungen (Jahr, Titel, Album, Platzierungen, Wochen, Auszeichnungen, Anmerkungen) | Höchstplatzierung, Gesamtwochen, AuszeichnungChartplatzierungen (Jahr, Titel, Album, Platzierungen, Wochen, Auszeichnungen, Anmerkungen) | Anmerkungen                                     |
| Jahr | Titel Album                             | FR | BEW | CH | Anmerkungen                                     |
| ---- | --------------------------------------- | --- | --- | --- | ----------------------------------------------- |
| 2013 | Sirens Call Cats on Trees               | FR3 (96 Wo.)FR | BEW4 (32 Wo.)BEW | CH44 (7 Wo.)CH | Erstveröffentlichung: 2013                      |
| 2014 | Jimmy Cats on Trees                     | FR36 (… Wo.)FR | — | — | Erstveröffentlichung: 28. April 2014            |
| 2014 | Love You Like a Love Song Cats on Trees | FR44 (28 Wo.)FR | — | — | Erstveröffentlichung: 21. Juli 2014             |
| 2015 | Jimmy Cats On Trees (Nouvelle Édition)  | — | BEW50 (1 Wo.)BEW | — | Erstveröffentlichung: 18. Mai 2018 mit Calogero |
| 2018 | Keep On Dancing Neon                    | FR17 Gold · (25 Wo.)FR | — | — | Erstveröffentlichung: 12. Januar 2018           |

Weitere Singles
- 2018: If You Feel (FR: Gold)